# Mandragora turcomanica
Mandragora turcomanica är en potatisväxtart som beskrevs av Mizgir. Mandragora turcomanica ingår i släktet Mandragora och familjen potatisväxter. Inga underarter finns listade i Catalogue of Life.